# Ignacij Knoblehar
Ignacij Knoblehar, germanizado Ignaz Knoblecher (Skocjan, Eslovenia, 6 de julio de 1819 - Nápoles, 13 de abril de 1858) fue un sacerdote católico, misionero y explorador esloveno.

## Biografía
Estudió teología católica en Liubliana y Roma y se convirtió en misionero en África, donde se le conoció como Abuna Soliman. 
Fue nombrado vicario general apostólico para África Interior y residió en la ciudad sudanesa de Jartum desde 1848 en adelante. A finales de 1849 navegó unos cuatro mil quilómetros por el Nilo Blanco hasta los 4° 10' de latitud norte. Publicó los resultados de este viaje en el libro Reise auf dem weißen Nil [Viaje por el Nilo Blanco], publicado en 1850.
En 1852, fundó la primera estación misionera en el Nilo Blanco, en la localidad de Gondokoro, para difundir la religión católica entre la etnia de los bari. Dos años más tarde, fundó la estación Heiligenkreuz, esta vez para difundir la religión católica entre la etnia de los dinka.
Knoblehar donó una parte de sus colecciones etnográficas al Museo de Historia Natural de Viena y otra parte a la ciudad de Liubliana, base fundamental de lo que posteriormente se convertiría en el Museo Etnográfico Esloveno.